# John Petrie
John „Jocky” Petrie (ur. 21 czerwca 1867, zm. 13 lipca 1933) – szkocki piłkarz grający na pozycji napastnika, jeden z najbardziej rozpoznawalnych piłkarzy XIX wieku, uważany za najlepszego obok Neda Doiga piłkarza w historii Arbroath FC.

## Kariera
Do ekipy Arbroath FC Petrie trafił z drużyny lokalnego rywala, Strathmore FC, jakiś czas przed rozpoczęciem trzynastej edycji Pucharu Szkocji.
W pierwszej rundzie pucharu, w meczu przeciwko Bon Accord wygranym przez Abroath 36:0 Jocky zdobył trzynaście bramek, ustanawiając rekord największej ilości strzelonych goli przez jednego zawodnika (rekord ten wyrównał 116 lat później Archie Thompson, zdobywając 13 goli w meczu Australii z Samoa Amerykańskim).
Napastnik trzymał wysoki poziom również w dalszych rundach pucharu; zdobywał bramki w kolejnych meczach: w drugiej rundzie z Forfar Athletic (9:1), w trzeciej z Dundee East End (7:1), a także w przegranym meczu czwartej rundy z Hibernian (które doszło później do półfinału rozgrywek); Petrie został ogłoszony królem strzelców turnieju. Po zakończeniu rozgrywek miał zagrać w reprezentacji Szkocji podczas British Home Championship, jednak ostatecznie nic z tego nie wyszło, a Jocky nigdy nie zadebiutował w kadrze.
Nie licząc sezonu 1891/92, Petrie przez całą swoją karierę reprezentował barwy Arbroath, zdobywając siedmiokrotnie Forfarshire Cup oraz jednokrotnie Scottish Qualifying Cup; jednocześnie cały czas utrzymywał on wysoką formę strzelecką – szacuje się, że jego się, że jego średnia bramek na mecz oscyluje wokół 1.00. Karierę zakończył w 1920 roku, a w pożegnalnym meczu Arbroath przegrało z drużyną Forfar Athletic.
Jocky Petrie zmarł w 1933, w wieku 65 lat. W roku 2017 został upamiętniony w Galerii Sław Arbroath FC.

## Sukcesy

### Klubowe

#### Arbroath FC
- Scottish Qualifying Cup: 1903
- Forfarshire Cup: 1887/88, 1889/90, 1892/93, 1895/96, 1896/97, 1906/07, 1913/14

### Indywidualne
- Galeria Sław Arbroath FC: 2017[4]
- Król strzelców Pucharu Szkocji: 1885/86

### Rekordy
- Najwięcej bramek w oficjalnym spotkaniu: 13 goli przeciwko Bon Accord.